# John Everett Millais
Sir John Everett Millais, 1.º Baronete de Millais of Palace Gate and Saint Ouen, Jersey (Southampton, 8 de junho de 1829 – Londres, 13 de agosto de 1896) foi um pintor e ilustrador inglês e um dos fundadores da Irmandade Pré-Rafaelita.
Uma criança prodígio, aos 11 anos tornou-se o estudante mais jovem a ingressar na Academia Real Inglesa. A Irmandade Pré-Rafaelita foi fundada na casa de seus pais em Londres. Millais tornou-se já em sua época o expoente mais famoso dessa corrente, tendo seu quadro Cristo na casa de seus pais sido recebido de forma controversa devido ao realismo em que retratou Jesus e sua casa, comumente retratados na arte de forma mítica. Em fins da década de 1850 Millais começou a abandonar o estilo pré-rafaelita. Suas obras tardias ganharam grande sucesso, transformando Millais em um dos artistas mais bem-pagos em vida na época. Apesar disso, elas foram vistas pela maior parte dos críticos do século XX como erros. Essa perspectiva mudou nas últimas décadas, já que suas obras tardias passaram a ser vistas como elementos de uma mudança maior que estava ocorrendo no mundo da arte.
A vida particular de Millais também teve grande importância na construção de sua reputação. Sua esposa, Effie Gray, divorciou-se do crítico John Ruskin, que incentivou a obra mais jovem de Millais. O divórcio de Effie e seu casamento de com Millais já foram algumas vezes ligados às mudanças no estilo de Millais.

## Biografia

### Juventude

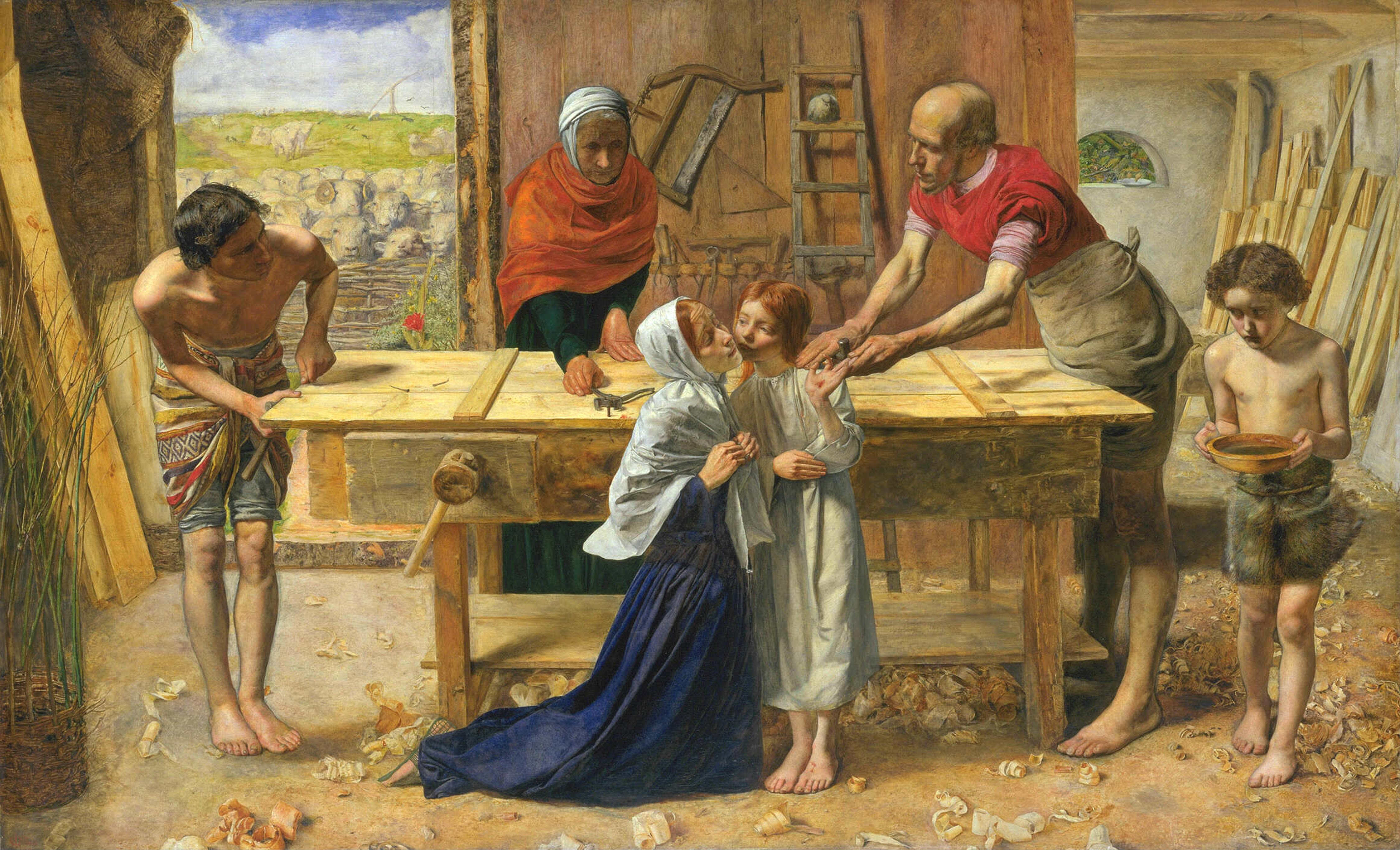
Cristo na casa de seus pais (1850), quadro que levantou uma polêmica por causa de seu realismo na representação de Jesus Cristo.

Millais nasceu em Southampton, na Inglaterra, em 1829, em uma família proeminente de Jersey. Seus pais eram William Millais e Emily Mary Millais. A maior parte de sua infância foi passada em Jersey, ilha pela qual Millais sempre teve forte ligação ao longo da vida. O escritor William Makepeace Thackeray perguntou certa vez a ele “quando a Inglaterra conquistou Jersey”. Millais respondeu “Nunca! Jersey conquistou a Inglaterra”. A família mudou-se por alguns anos para a comuna francesa de Dinan.
A “personalidade forte” de sua mãe foi sua maior influência durante a juventude. Ela tinha um forte interesse por arte e música, e encorajava seus anseios artísticos, tendo sido a principal causadora da mudança da família para Londres, feita para que ficasse mais fácil estabelecer contatos com a Academia Real Inglesa. Millais disse mais tarde, “Devo tudo que tenho a minha mãe”.
Seu talento artístico prodígio garantiu a ele uma vaga na Academia Real Inglesa em 1840 aos 11 anos, idade inédita entre os alunos da academia. Lá, ele conheceu William Holman Hunt e Dante Gabriel Rossetti, com quem formaria a Irmandade Pré-Rafaelita em setembro de 1848 na casa de sua família na Gower Street, ao fim da Bedford Square.

### Família

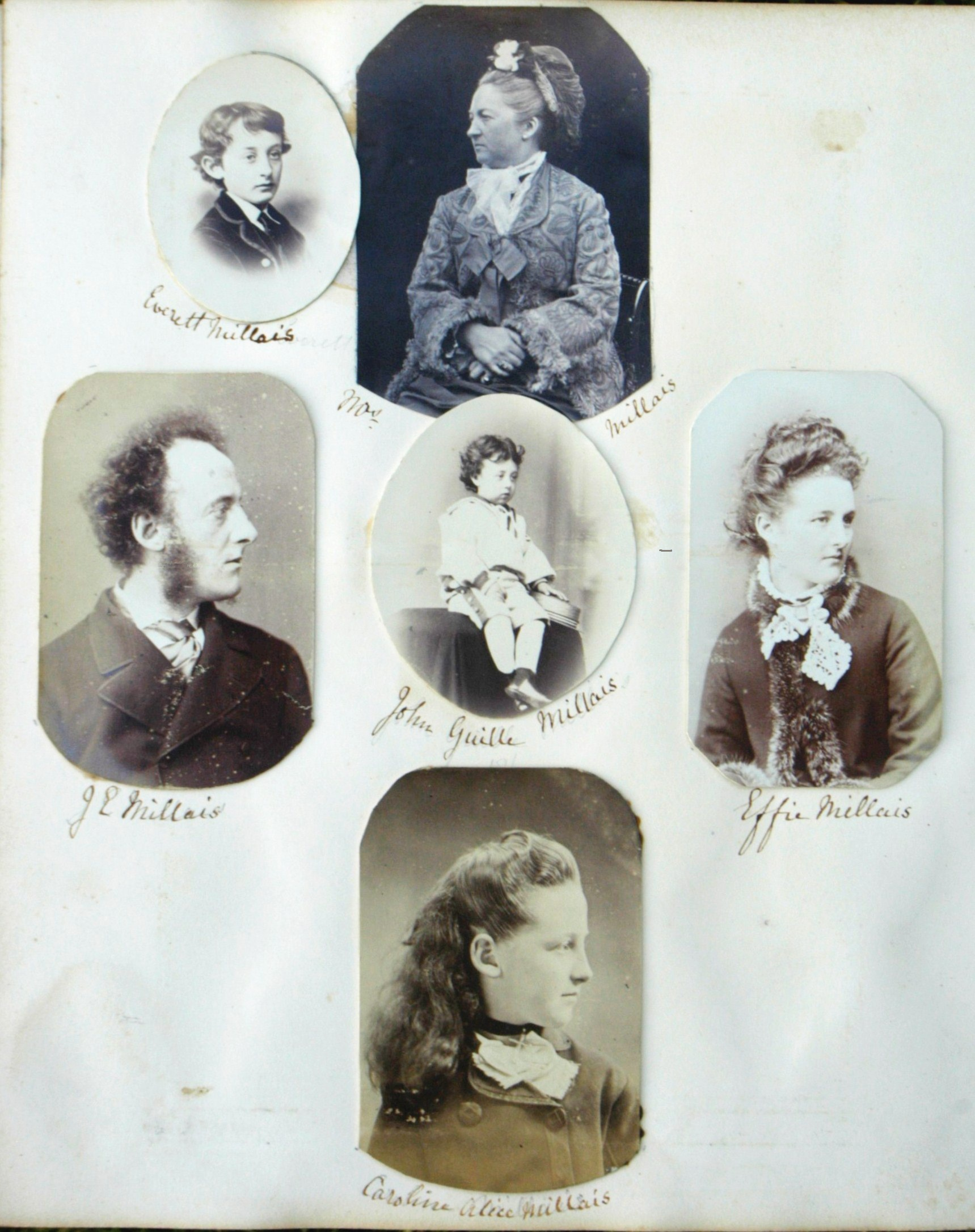
Fotomontagem da família Millais em cerca de 1870.
Da esquerda à direita:
ao topo: Everett Millais; Emilly Millais
ao meio: J.E, Millais, John Guille Millais; Effie Millais
abaixo: Caroline Alice Millais.

O estilo pré-rafaelita foi promovido principalmente pelo renomado crítico John Ruskin, que defendeu os artistas pré-rafaelitas contra seus críticos. A amizade de Millais com Ruskin deu a oportunidade para que ele fosse apresentado para a esposa de Ruskin, Effie. Pouco após conhecerem-se, Effie posou para o quadro de Musil Ordem de despejo (1852). Enquanto Millais pintava Effie os dois apaixonaram-se. Apesar de ter sido esposa de Ruskin por anos, Effie ainda era virgem. Seus pais perceberam que algo estranho estava acontecendo e ela fez um pedido de divórcio — o que foi facilitado pela não-consumação do casamento.
Em 1855, depois que o casamento de Effie com Ruskin foi anulado, ela e Millais casaram-se. Os dois acabaram tendo oito filhos juntos: Everett, nascida em 1856; George, 1857; Effie, 1858; Mary, 1860; Alice, 1862; Geoffroy, 1863; John, 1865; e Sophie, 1868. Seu filho mais novo, John Guille Millais, viria a ser um conhecido naturalista e pintor de animais selvagens. A irmã mais jovem de Effie, Sophy Gray, posou para diversos quadros de Millais, o que acabou por gerar certa especulação sobre a natureza dessa relação — o que nunca chegou a ser provado.

### Carreira acadêmica
Millais foi eleito membro associado da Academia Real Inglesa em 1853, e logo depois foi eleito membro integral da Academia, em que ele era um participante de grande destaque e atividade. Recebeu um baronete, de Palace Gate, na paróquia de St Mary Abbot, Kensington, no condado de Middlesex, e de Saint Quen, na ilha de Jersey, em 1885, tornando-se o primeiro artista a receber um título hereditário.
Depois da morte de Frederic Leighton, Millais foi eleito presidente da Academia Real, mas morreu pouco depois, no mesmo ano, de câncer na garganta. Foi sepultado na Catedral de São Paulo, em Londres.

## Obra

### Obra pré-rafaelita
O quadro Cristo na casa de seus pais (1850) causou muita controvérsia quando foi exposto, pois exibia uma representação realista da família sagrada trabalhando em uma oficina de carpintaria bagunçada. Gerou tanta controvérsia que a Rainha Vitória ordenou que fosse tirado da exposição para que ela, no Palácio de Buckingham, decidisse o futuro da obra. Outros quadros expostos mais tarde também foram motivo para controvérsia, apesar de menor. Millais conquistou sucesso entre o público com o quadro Amantes huguenotes no Dia de São Bartolomeu (1952), que mostra um jovem casal prestes a separar-se por causa de conflitos religiosos. Essa questão foi retratada em muitas obras tardias. Todas essas obras juvenis foram pintadas com grande capricho nos pequenos detalhes, muitas vezes focando na beleza e complexidade da natureza. Em quadros como Ofélia (1851-1852), Millais criou paisagens pitorescas densas e elaboradas baseadas na integração de elementos naturalistas. Essa abordagem vem sendo descrita como um “ecossistema pictórico”. O quadro Mariana foi pintado por Millais em 1851 baseado na peça teatral Medida por Medida (1604), de William Shakespeare, que também inspirou com Hamlet (1603) Millais no quador Ofélia. Na peça, Mariana estava quase se casando quando perde seu dote em um naufrágio e acaba por ser rejeitada para o casamento.

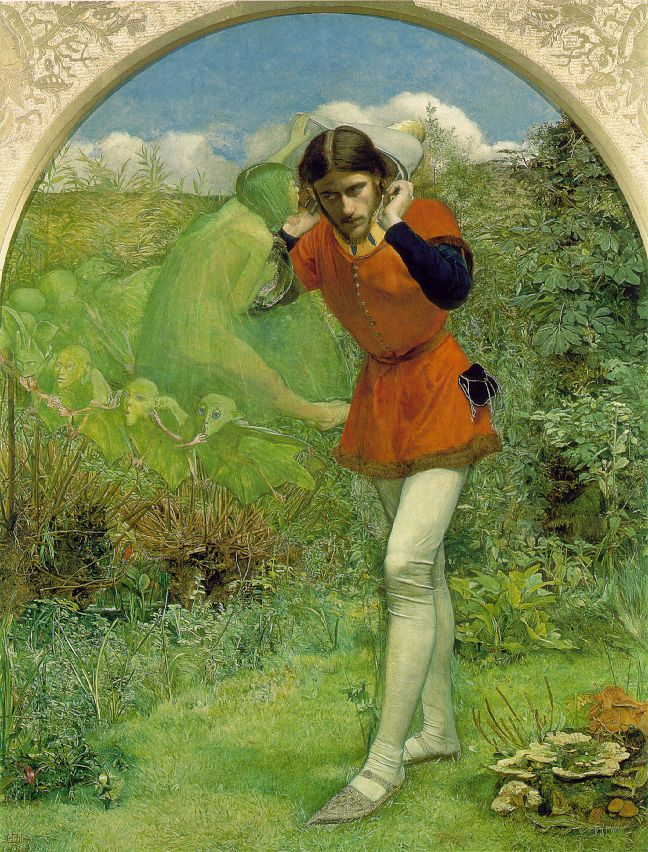
Ferdinando seduzido por Ariel (1850)
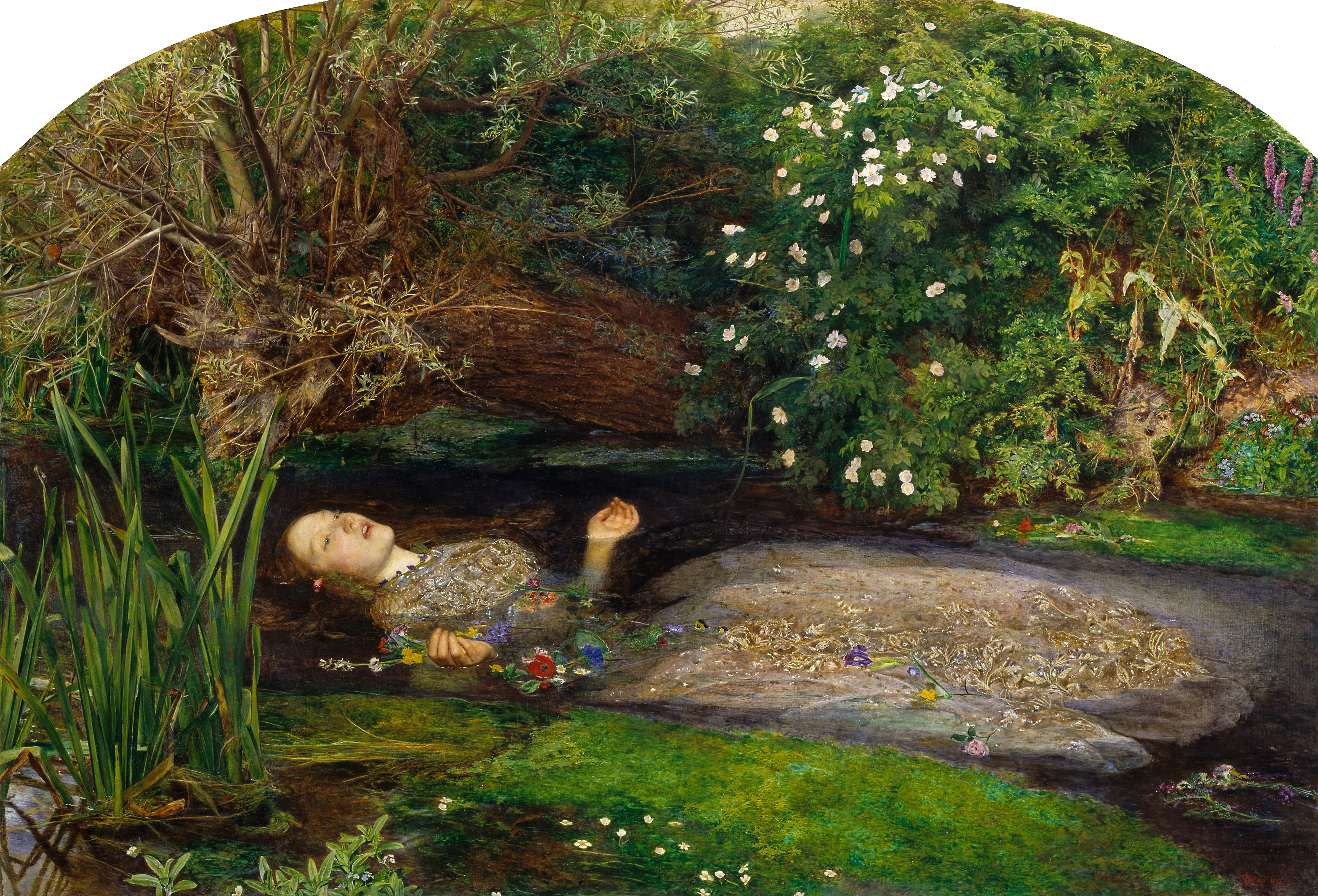
Ofélia (1851-1852)
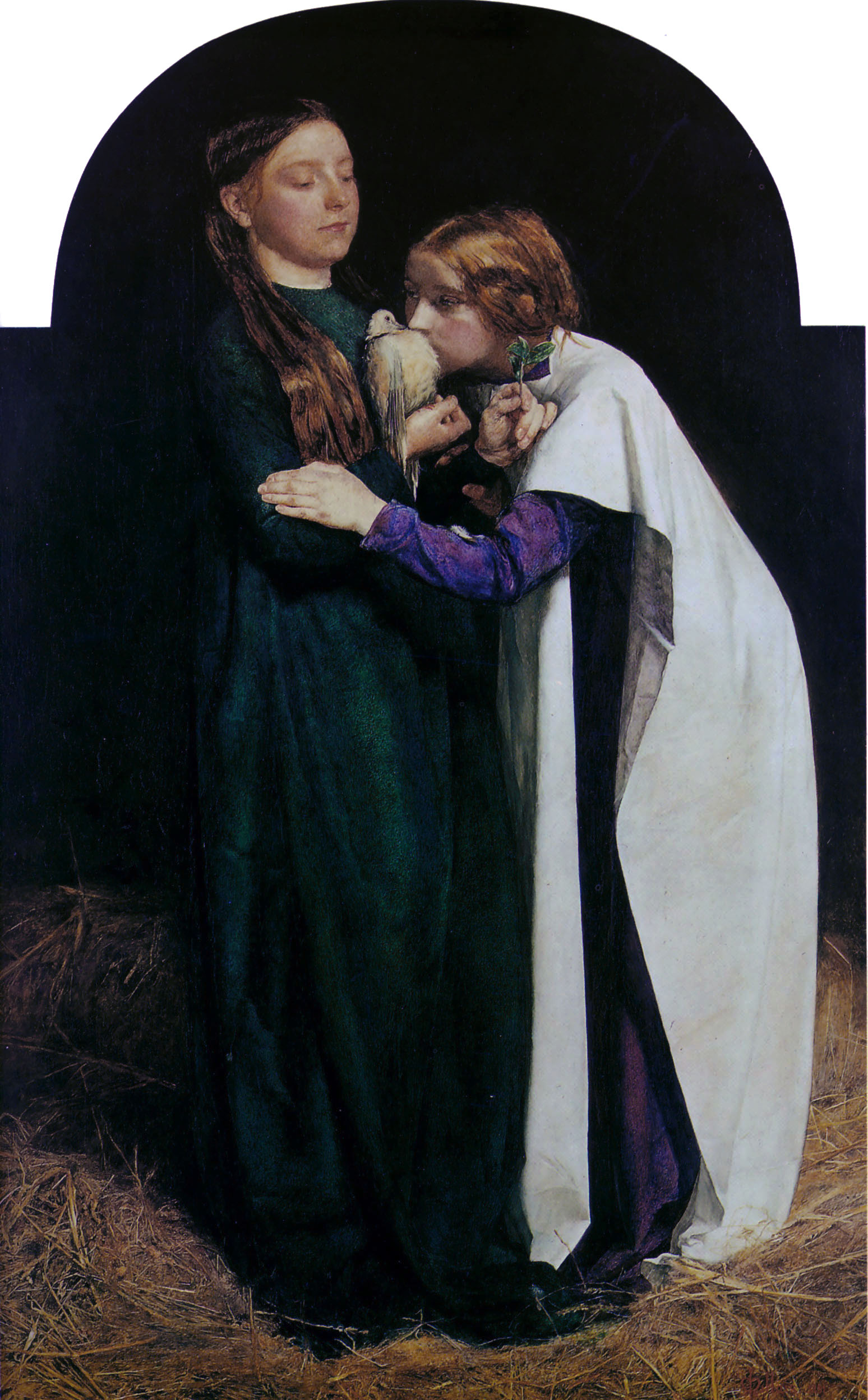
A volta da pomba para a arca (1851)
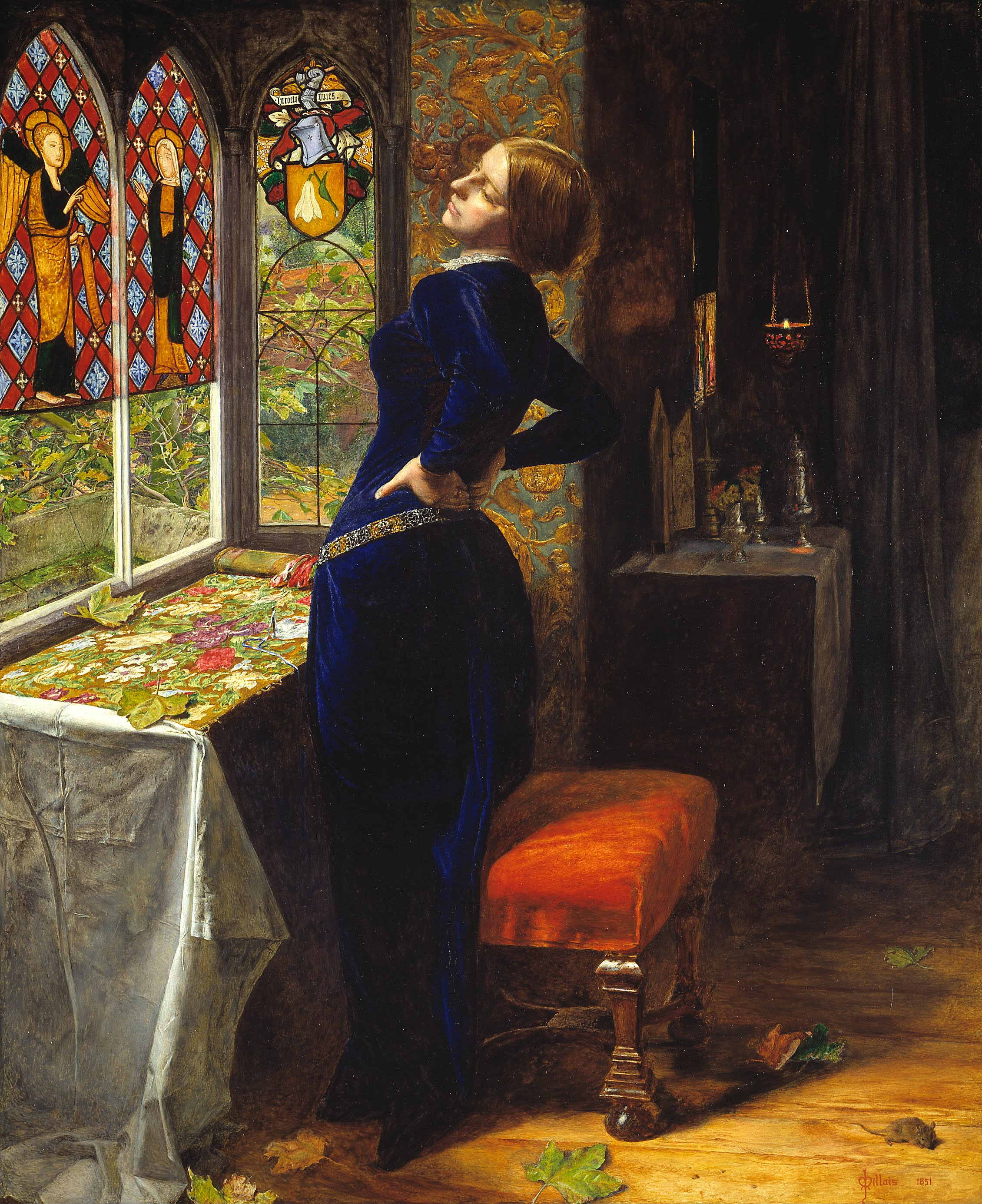
Mariana (1851)
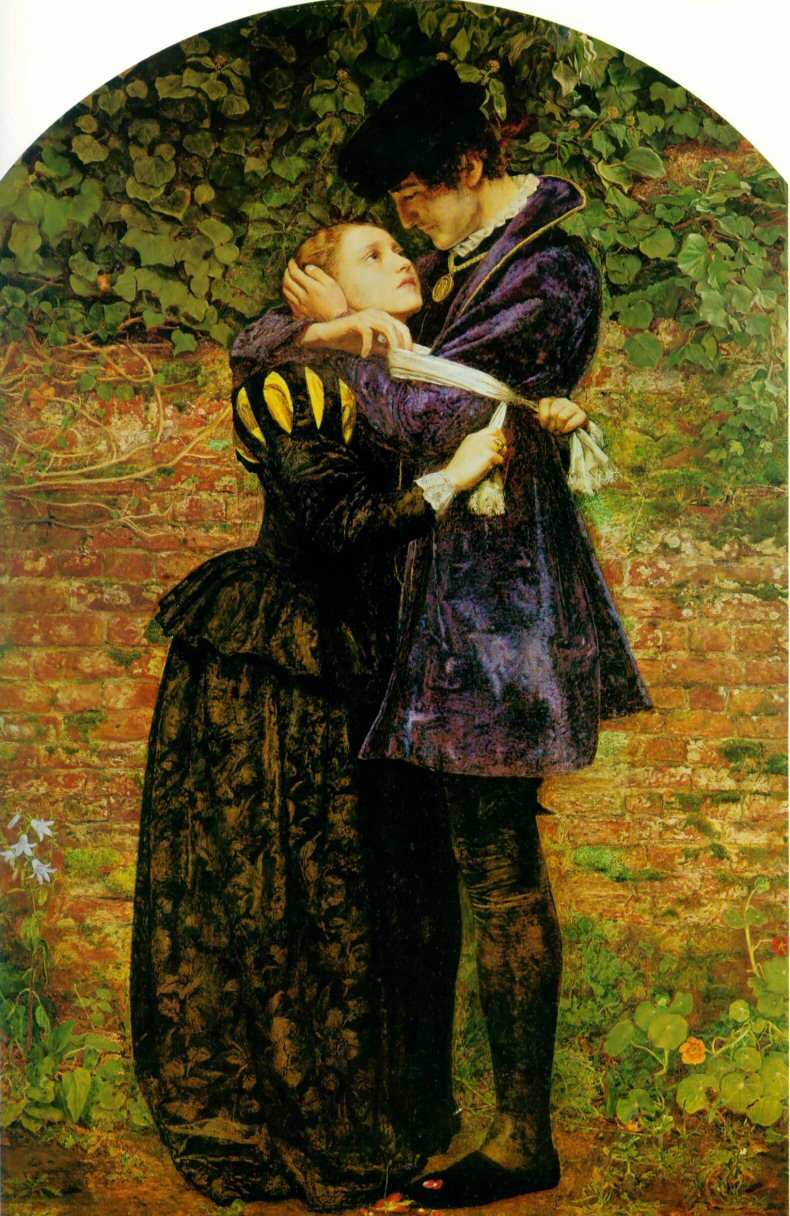
Amantes huguenotes no Dia de São Bartolomeu (1852)
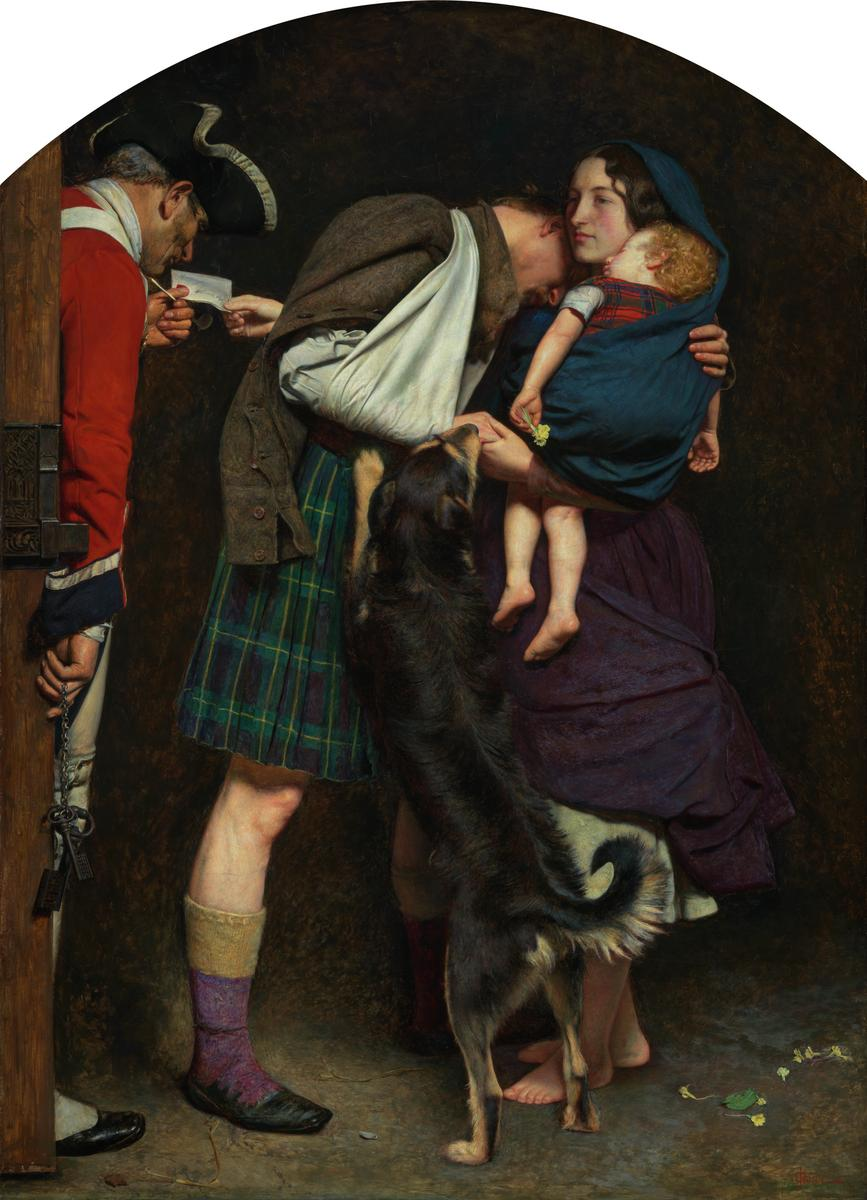
Ordem de Despejo (1852), quadro para o qual Effie, então esposa de Ruskin, posou para Millais e conheceu-o melhor.

### Obra tardia
Depois de seu casamento, Millais começou a pintar em um estilo mais abrange, que foi condenado por Ruskin como “uma catástrofe”. Tem sido defendido no meio acadêmico que essa mudança de estilo foi resultado da necessidade de Millais de aumentar a renda de sua família, cada vez maior. Críticos inflexíveis como o pintor William Morris acusaram-no de “vender-se” para ganhar popularidade e riqueza. Seus admiradores, pelo contrário, viram nessa sua mudança algo das técnicas de James McNeill Whistler e Albert Moore, e influência de John Singer Sargent. Millais disse que, como ele tornou-se mais confiante como artista, podia ousar mais em suas pinturas. Em seu artigo Thoughts on our art of Today (1888) (Reflexões sobre nossa arte do Agora, em uma tradução literal), ele recomendou os pintores espanhol Diego Velázquez e o holandês Rembrandt como modelos a seguir. Em quadros como Às vésperas de Santa Agnes (1863) e A sonâmbula (1871), Millais mostra claramente um diálogo contínuo entre si e Whistler, cujo trabalho Millais gostava muito. Outros quadros do fim da década de 1850 e de 1860 podem ser interpretados como aspectos antecipadores do esteticismo. Muitos blocos de cores harmônicos passaram a ser usado de forma simbolista, ao invés de narrativa.
As obras tardias a partir da década de 1870 mostram o respeito de Millais pelos velhos mestros como Joshua Reynolds e Velázquez. Muitas dessas pinturas tinham temas históricos e foram outros exemplos, além de sua obra jovem, do talento de Millais. Seus quadros mais notáveis desse período são Os dois príncipes Eduardo e Ricardo na torre (1878) representando os Príncipes na Torre, A passagem do noroeste (1874) e A juventude de Raleigh (1871). Esses quadros mostram o interesse que Millais tinha em matérias relacionas à história e à expansão do Império Britânico. Millais também conseguiu grande popularidade com suas pinturas de crianças, principalmente Bolhas (1886) — usado em uma propaganda de um sabonete popular, o Pears soap — e Cherry ripe. Seu último trabalho (1896) era para ser uma pintura chamada de A última jornada. Com base na ilustração do livro de seu filho, supõe-se que mostraria um caçador branco deitado morto em uma estepe africana, seu corpo sendo observado por dois africanos.

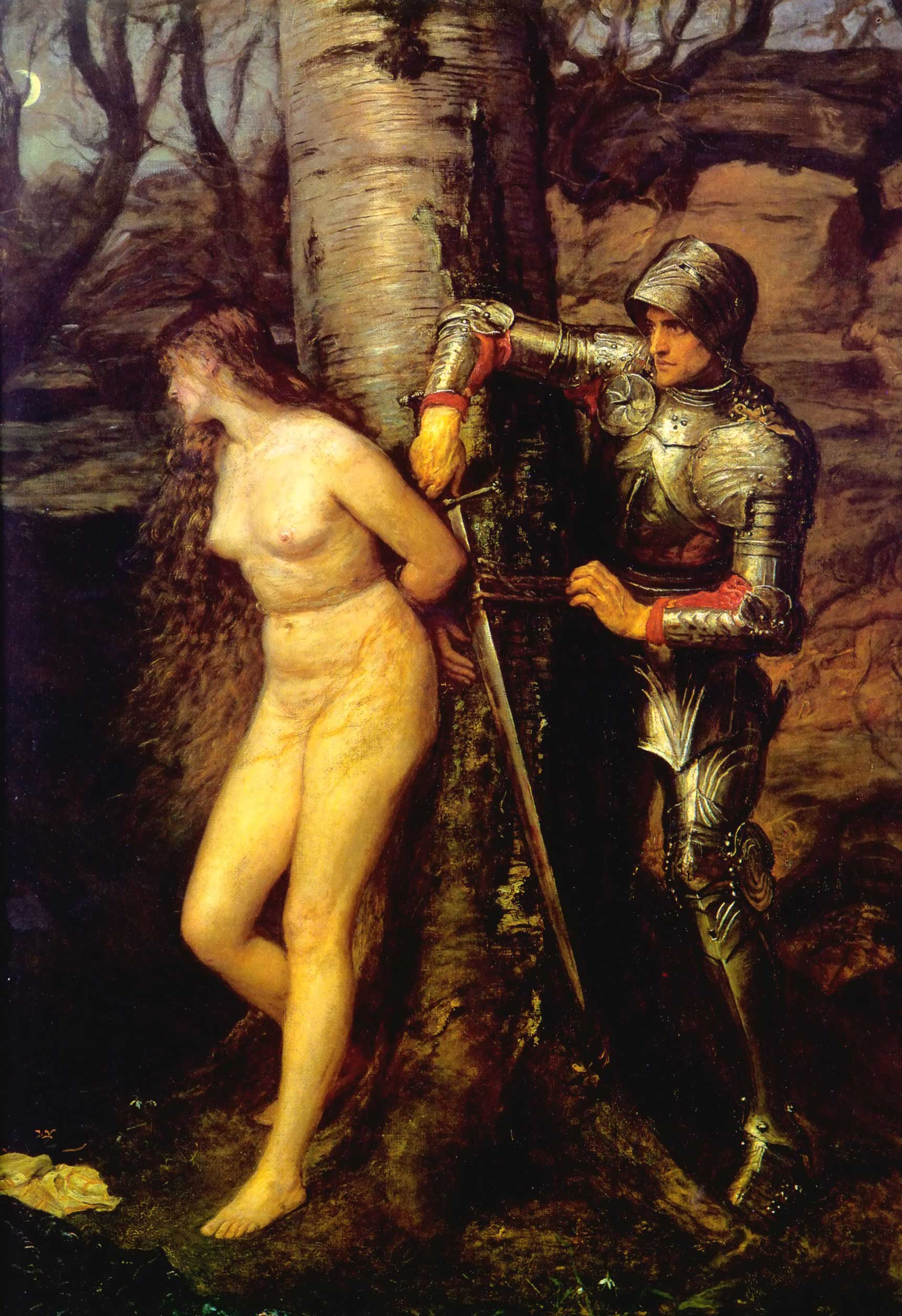
O cavaleiro andante (1870)
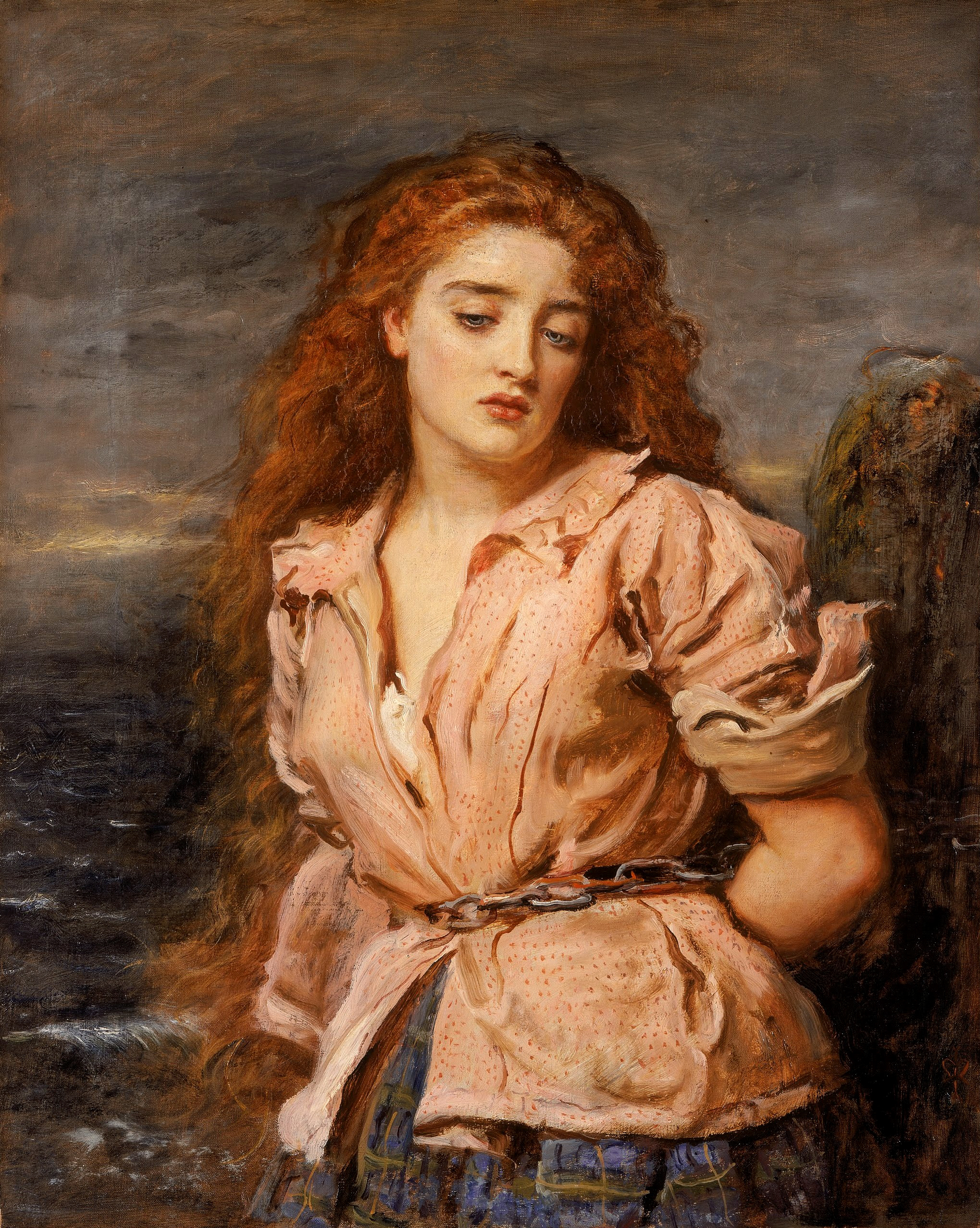
O martírio de Solway (1871)
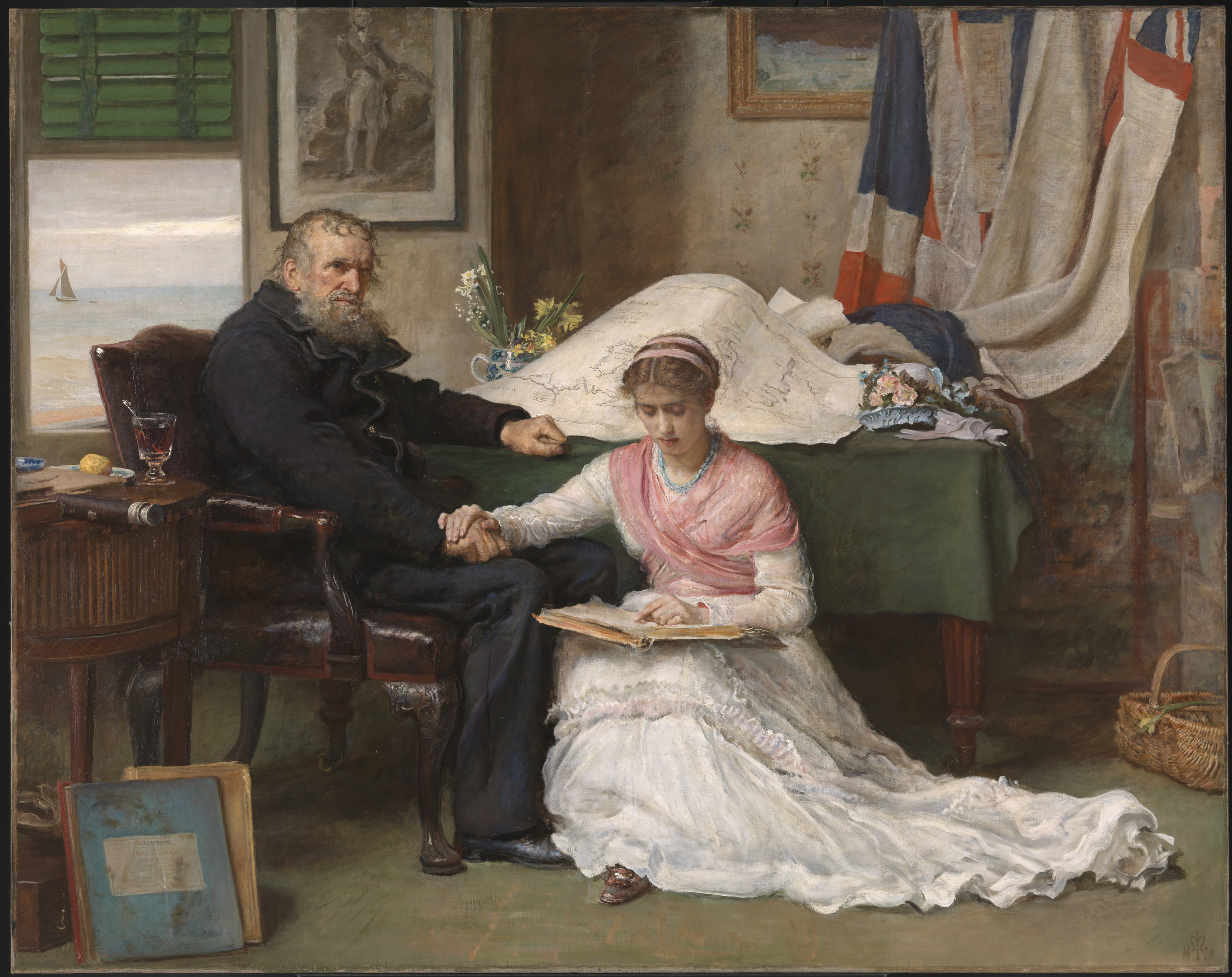
A passagem do noroeste (1874)
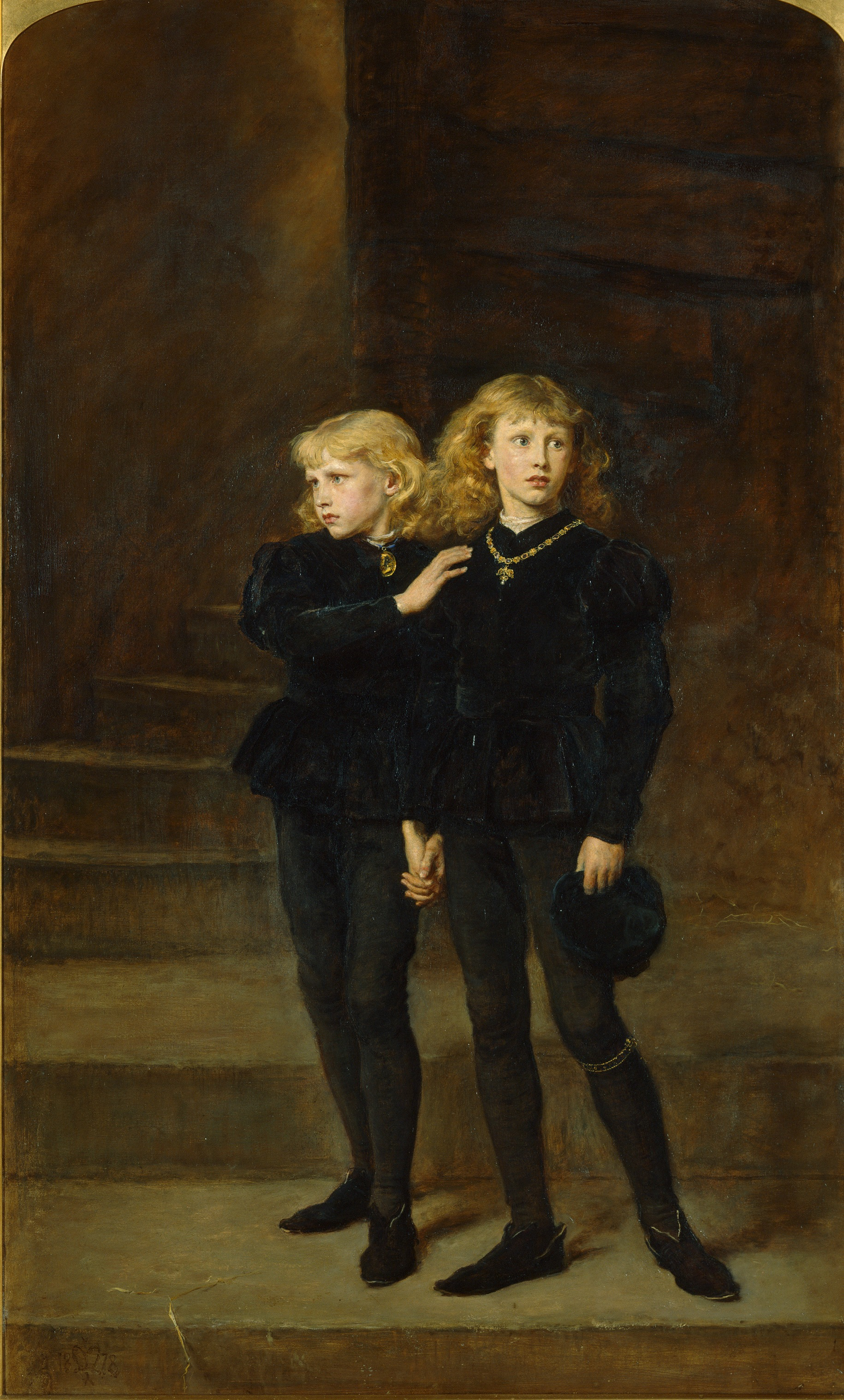
Os dois príncipes Eduardo e Ricardo na torre (1878)
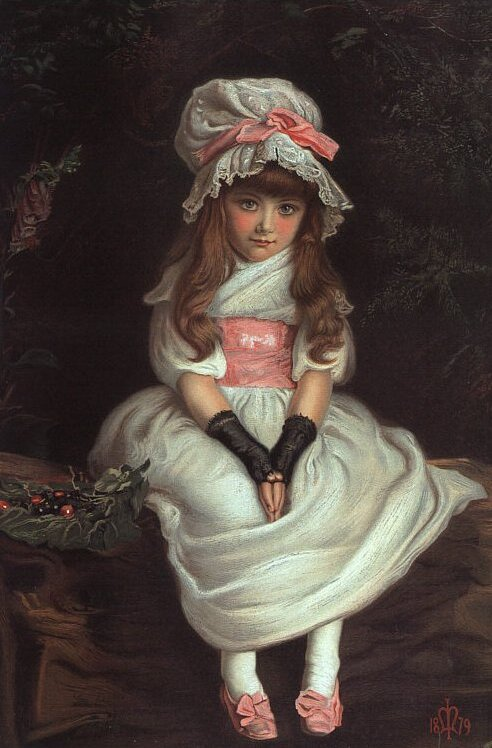
Cherry ripe (1879)
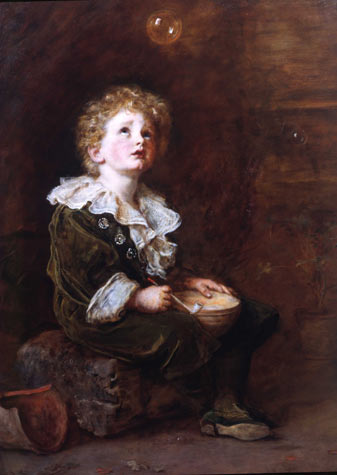
Bolhas (1886)

### Paisagens (1870-1892)
A fascinação de Millais com cenários selvagens e abandonados também fica claro em muitas de seus quadros de paisagens dessa época, que geralmente retratam terrenos difíceis ou perigosos. O primeiro desses quadros é Outubro frio (1870), pintado perto da cidade escocesa de Perth, perto da casa de sua esposa. Outubro frio (hoje pertencente à coleção particular do compositor Sr Andrew Lloyd Webber), foi o primeiro quadro de paisagens escocesas que Millais pintou periodicamente durante os últimos anos de sua carreira. Geralmente com uma atmosfera outonal e realisticamente desolada, esses quadros evocam um temperamento triste e um senso de transitoriedade que remete a suas pinturas do fim da década de 1850, principalmente Folhas de outono (1856) (na Galeria de Arte de Manchester) e O vale do descanso (no museu Tate), apesar de ter pouco simbolismo ou movimento humano para destacar seu significado. Em 1870 Milla voltou a pintar quadros de paisagens completas, e pelos próximos vinte anos pintou várias cenas do condado escocês de Perthshire, onde ele ficava todo ano de agosto até o fim do outono caçando e pescando. A maior parte dessas paisagens são do outono ou do começo do inverno, e mostram cenários vazios, úmidos, com água com lodo ou pantanal, lagos e rios. Véspera de Natal foi seu primeiro quadro de paisagem completa em neve, pintado em 1887 baseado no castelo de Murthly.

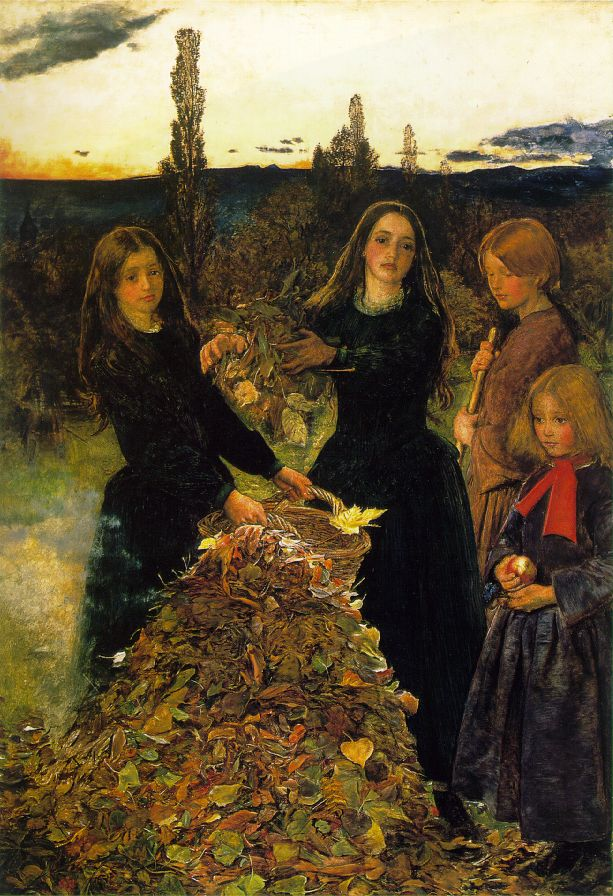
Folhas de outono (1856), que remete às paisagens feitas por Millais mais tarde.
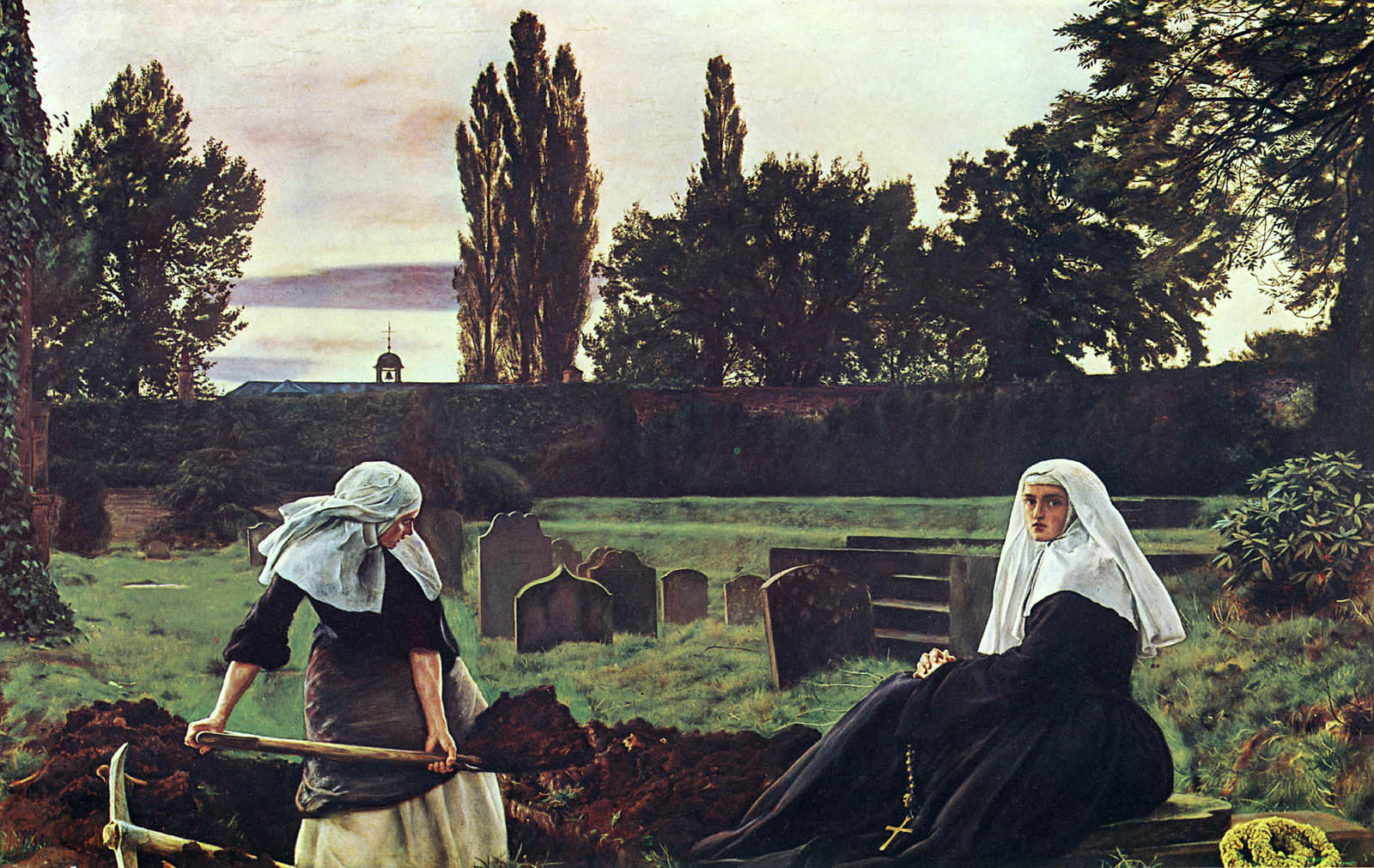
O vale do descanso (1858), que também remete à obra tardia de Millais.
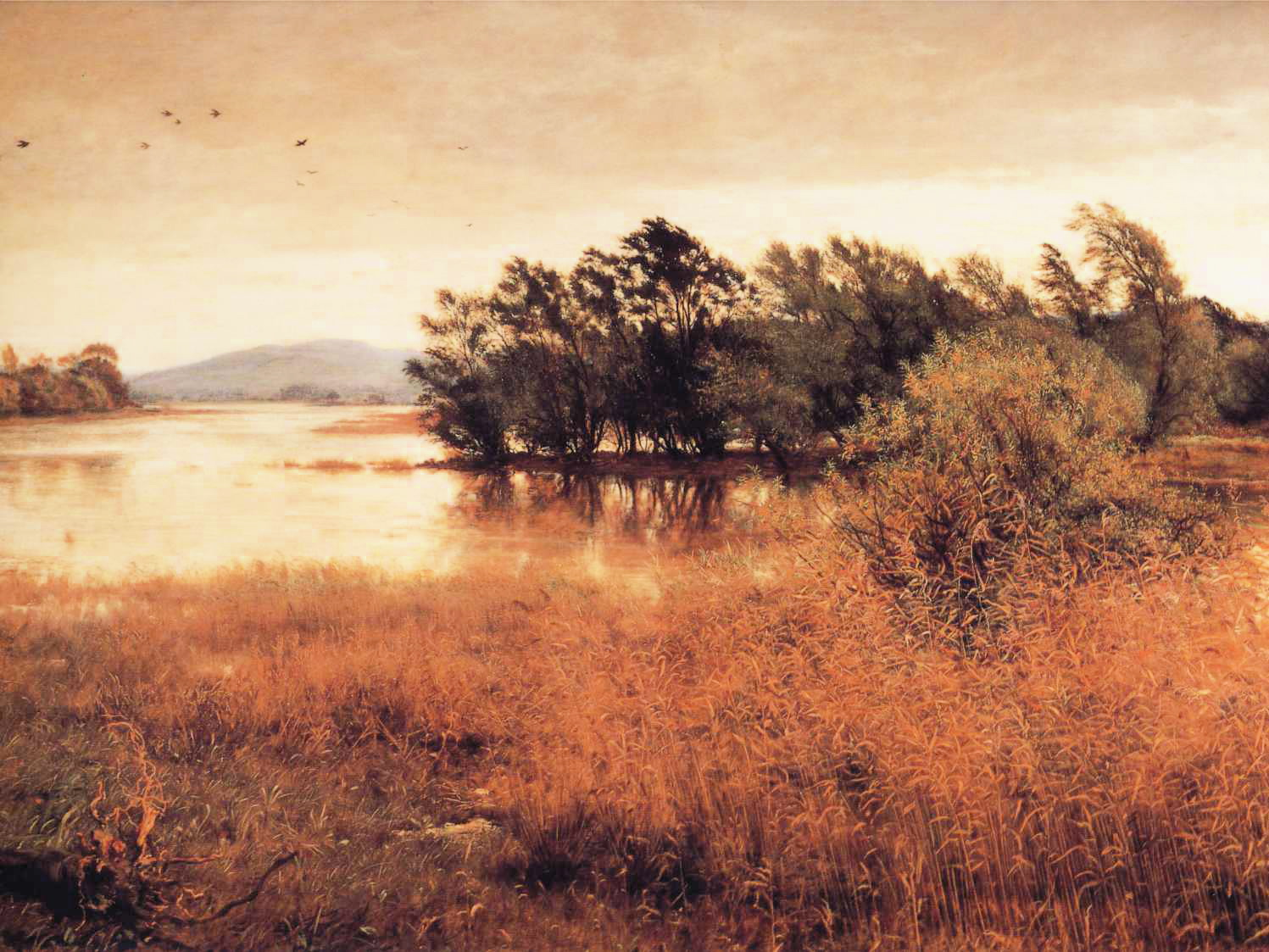
Outubro frio (1870), o primeiro quadro de paisagem completa que Millais pintou.

### Ilustrações
Millais também obteve bastante sucesso como ilustrador, principalmente das obras do romancista Anthony Trollope e dos poemas de Tennyson. Suas ilustrações detalhadas para as parábolas de Jesus foram publicadas em 1864. Seu sogro encomendou vitrais baseados nelas para as janelas para a igreja paroquial de Kinnoull, em Perth. Millais também ilustrou revistas como a Good Words. Em 1869 ele foi contratado como artista fixo do jornal semanal recém-fundado The Graphic. Quando jovem Millais costumava fazer viagens para Keston e Hayes para esboçá-los. Enquanto estava lá, pintou um sinal para uma estalagem onde costumava ficar, perto da igreja de Hayes.

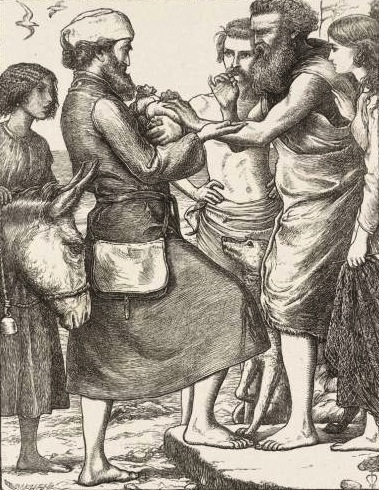
Pérola de Grande Valor, gravura de 1864